# ネットワークユーティリティ
ネットワークユーティリティ (英: network utilities)は、コンピュータネットワークの状態を診断したり、設定を変更したりするユーティリティソフトウェアの総称。多くのツールはUNIXシステムにルーツがあるが、他の多くのオペレーティングシステムへも導入されている。
ほとんどのOSに標準で含まれている最も一般的なツールは次の通りである。
- ping - 相手のホストコンピュータとの接続を確認できる（ICMPを使ったパケット損失と遅延を検知）。
- traceroute - パケットがネットワーク上の宛先に向かう途中で通過するシステム一覧を表示する。シーケンシャルTTLとともにパケットを送信することで、通過するホストからICMP TTL超過メッセージを受信する。
- nslookup - DNSサーバーにDNSデータを照会する（UNIXシステムでは非推奨であり、代わりにhostとdigを利用すべき。Microsoft Windowsシステムでは推奨されている）。
- vnStat - コンソールからのネットワークトラフィックを監視するための便利なコマンド。 vnstatを使用すると、トラフィック情報をログシステムに保持して、サードパーティのツールで分析できる。

他にも一般的な以下のネットワークユーティリティがある。
- netstat - ネットワーク接続 (入方向と出方向の両方)、ルーティングテーブル、多くのネットワークインタフェースとネットワークプロトコルの状態を表示する。ネットワークの問題を検出したり、ネットワークパフォーマンスを調べるにトラフィック量を図るときに使う[1]。
- spray - ホストに向けて多くのパケットを噴射し、結果を報告する[2]。
- netsh - Microsoft Windows でネットワークデバイスのローカルまたはリモートでの構成を行う。

以下のネットワーク構成ツールは、ネットワークの診断と状態把握に便利である。
- iproute2 (Linux)
- ifconfig (UNIX)
- ipconfig (Windows)
- |route - IP ルーティングテーブルを表示する

主なネットワークユーティリティ
最も有用なネットワークコマンドのリスト